# Arroyo Juan Fernández
Der Arroyo Juan Fernández ist ein Fluss im Norden Uruguays.
Er entspringt auf dem Gebiet des Departamento Artigas in der Cuchilla Yacaré Cururú südöstlich der Quelle des Arroyo Sauce de Macedo. Von dort fließt er größtenteils nahezu parallel zum Arroyo Sauce de Macedo in nordöstliche Richtung, unterquert die Ruta 30 und mündet als linksseitiger Nebenfluss im Arroyo Catalán Grande.